# كمال مرة
كمال مرة ممثل مسرحي وتلفزيوني، شارك في العديد من الأعمال المسرحية للمسرح القومي كممثل، أخرج أكثر من عمل، وكتب في النقد المسرحي، ونال العديد من الجوائز وشهادات التقدير.

## أعماله

### تمثيل
| الاسم | التمثيل         | الدور     |
| ----- | --------------- | --------- |
| 1)    | حمام شامي       | أبو شرارة |
| 2)    | باب الحارة (ج5) | أبو الطيب |
| 3)    | باب الحارة (ج4) | أبو الطيب |
| 4)    | هولاكو          |           |
| 5)    | رمح النار       |           |

### تأليف
| الاسم | التأليف         | الوظيفة            |
| ----- | --------------- | ------------------ |
| 1)    | باب الحارة (ج6) | فكرة               |
| 2)    | حمام شامي       | مؤلف               |
| 3)    | باب الحارة (ج5) | قصة وسيناريو وحوار |
| 4)    | باب الحارة (ج4) | قصة سيناريو وحوار  |
| 5)    | الحوت           | مؤلف               |
| 6)    | كوم الحجر       | مؤلف               |
| 7)    | باب الحارة (ج2) | معالجة درامية      |
| 8)    | باب الحارة (ج1) | قصة وسيناريو وحوار |